# Viaducto del Carnon
El viaducto de Carnon forma parte de la línea ferroviaria de Truro a Falmouth (operada bajo el nombre comercial de Línea Marítima). Atraviesa el valle del río Carnon, localizado en el oeste de Cornualles, Reino Unido. El viaducto está situado a media milla (800 metros) al noreste de la Estación de Perranwell, que se halla a cinco millas (8 km) del término de la línea en Falmouth y a tres millas (5 km) de su unión con la Línea Principal de Cornualles en Truro.

## Historia

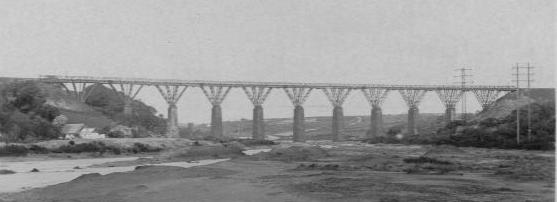
El viaducto de Carnon de madera original

El actual viaducto de mampostería de nueve arcos reemplazó a una estructura anterior del siglo XIX diseñada por Isambard Kingdom Brunel para el Ferrocarril de Cornualles. El viaducto original se abrió al tráfico cuando la línea se extendió de Truro a Falmouth en 1863 y tenía una plataforma de madera sostenida por caballetes de madera que soportados por once pilares de mampostería. Tenía 756 pies (230,4 m) largo y 96 pies (29,3 m) de alto.
El viaducto actual tiene aproximadamente las mismas dimensiones que el original. Fue construido por la empresa AE Farr CIvil Engineers de Westbury para el Great Western Railway como una estructura completamente nueva inmediatamente al sur de su predecesora, y costó 40.000 libras. Tiene nueve arcos y se abrió al tráfico en junio de 1933. La madera de la estructura original fue desmontada y retirada, pero sus pilas de mampostería siguen en pie junto al viaducto de sustitución.
La construcción de la estructura original planteó problemas específicos que no se encontraron en los emplazamientos de otros puentes de Cornualles. El límite de la zona de mareas del arroyo de Restronguet Creek se extendía en el valle del río Carnon más arriba de lo que lo hace hoy en día, y en la ubicación del viaducto, el fondo del valle por entonces formaba parte de la llanura de marea donde se acumulaba una gran cantidad de limo arrastrado desde las numerosas minas de carbón situadas río arriba. Esta capa blanda tenía un espesor de más de 20 pies (6,1 m) y "...no podía considerarse una base ideal para un viaducto de 96 pies de altura".
Después de las perforaciones exploratorias, los contratistas de ingeniería hundieron cajones de hierro fundido a través del limo hasta alcanzar el lecho rocoso en la base de cada pilar. Los cajones cilíndricos, de 16 pies (4,9 m) de diámetro, se vaciaron de sedimentos para poder construir zapatas de mampostería desde la roca hasta el nivel de la superficie, y se emplearon bombas para mantener seco su interior durante las obras. Estas labores incrementaron el costo de la construcción, pero la solución adoptada resultó completamente satisfactoria, ya que Carnon fue uno de los últimos viaductos originales del Ferrocarril de Cornualles en ser reemplazado.